# Romans a l'Àfrica subsahariana

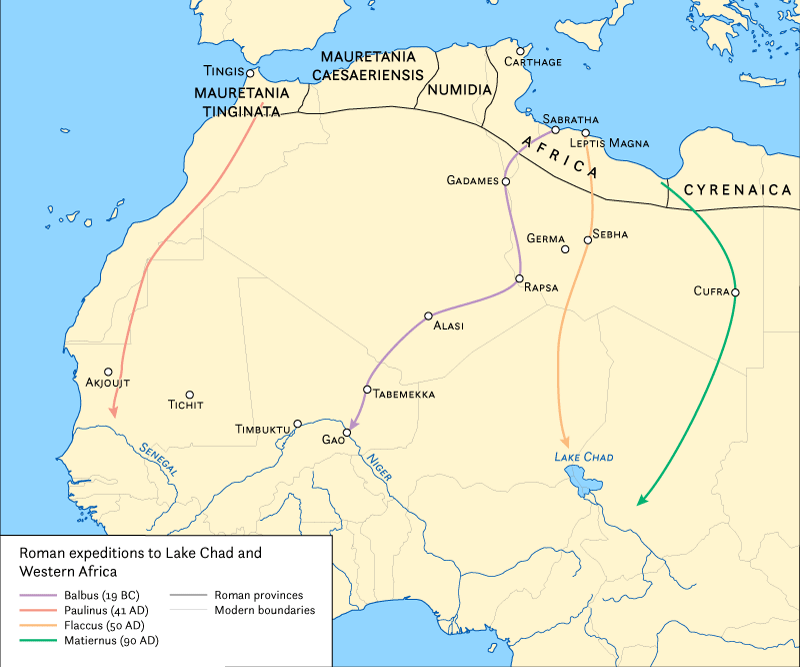
Expedicions romanes a l'Àfrica subsahariana a l'oest del riu Nil

Entre el segle I aC i el segle IV dC, hi va haver diverses Expedicions romanes a l'Àfrica subsahariana, expedicions i exploracions al llac Txad i a l'Àfrica occidental realitzades per grups d'unitats militars i comercials de romans que es van traslladar a través del Sàhara i cap a l'interior d'Àfrica i la seva costa. La motivació principal de les expedicions era assegurar fonts d'or i espècies.

## Característiques
Els romans van organitzar expedicions per creuar el Sàhara per cinc rutes diferents:
- a través del Sàhara Occidental, cap al riu Níger, prop de l'actual Tombuctú
- a través de les muntanyes Tibesti, cap al llac Txad i la moderna Nigèria
- amunt la vall del Nil a través d'Egipte, cap a la Gran Vall del Rift
- al llarg de la costa occidental d'Àfrica, cap al riu Sénégal
- al llarg de la costa del Mar Roig, cap a la Banya d'Àfrica, i potser l'actual Zanzíbar.[2]

Totes aquestes expedicions van comptar amb el suport de legionaris i tenien principalment una finalitat comercial. Només la dirigida per l'emperador Neró semblava ser un preparatiu per a la conquesta d'Etiòpia o Núbia ; l'any 62 dC, dos legionaris van explorar les fonts del Nil.
Un dels principals objectius de les exploracions era localitzar i obtenir or, utilitzant camells per transportar-lo per terra de tornada a les províncies romanes de la costa mediterrània.
Les exploracions prop de les costes van ser recolzades per vaixells romans i profundament relacionades amb el comerç d'ultramar.

## Principals exploracions
Els romans van dur a terme cinc exploracions principals: dues al Sàhara occidental, dues al Sàhara central i una a la zona del llac Txad.

### Expedicions al Sàhara Occidental
Al Sàhara occidental hi va haver dues expedicions romanes, just al sud de les muntanyes de l'Atles :
- Expedició de Corneli Balbus :[5] Segons Plini, la primera expedició romana pel Sàhara va ser la dirigida per Luci Corneli Balb Menor, que l'any 19 aC probablement va arribar al riu Níger prop de Timbuctu. Va embarcar des de Libia Sabratha i amb deu mil legionaris va conquerir la capital dels Garamants a Fezzan. Després va enviar un petit grup dels seus legionaris més al sud a través de les muntanyes Ahaggar per explorar la "terra dels lleons". Allà van trobar el riu Níger, que segons la seva opinió desembocava al riu Nil. L'any 1955 es van trobar monedes i ceràmiques romanes a la zona de Mali.
- Expedició de Suetoni Paulinus : La segona la va fer l'any 41 dC Gai Suetoni Paulí, cònsol romà, que va ser el primer dels romans que va dirigir un exèrcit a través de la serralada de l'Atles. Al final de deu dies de marxa va arribar al cim de les muntanyes cobert de neu i més tard va arribar a un riu anomenat Gerj. Després va penetrar al país semi desert del sud del Marroc i alguns dels seus legionaris probablement van anar a prop del riu Daras (actual riu Senegal).

Des del segle I dC hi ha proves (monedes i fibules) del comerç romà i de contactes a Akjoujt i Tamkartkart prop de Tichit a Mauritània.

### Expedicions al Sàhara Central
Les dues principals exploracions/expedicions al Sàhara central van ser:
- Expedició de Flaccus : Durant el regnat d'August, el Llac Txad era un llac enorme i es van dur a terme dues expedicions romanes per tal d'arribar-hi: Septimi Flac i Juli Maternus van arribar al "llac d'hipopòtam" (com l'anomenava el llac Txad per Ptolemeu). Es van traslladar des de la costa de Tripolitana i van passar prop de les muntanyes del Tibesti. Tots dos van fer les seves expedicions pels territoris dels Garamantes, i van poder deixar una petita guarnició al "llac d'hipopòtams i rinoceront" després de 3 mesos de viatge per terres desèrtiques.Plantilla:Pb Ptolemeu va escriure que l'any 50 dC Septimius Flaccus va dur a terme la seva expedició per tal de prendre represàlies contra els assaltants nòmades que van atacar Leptis Magna i van arribar a Sebha i al territori d'Aozou.[6] A continuació, va arribar als rius Bahr Erguig, Chari i Logone a la zona del llac Txad, descrit com la "terra d'Etiops" (o dels homes negres) i anomenat Agisymba .
- Expedició de Matiernus : Ptolemeu va escriure que cap a l'any 90 dC Julius Maternus (o Matiernus) va dur a terme una expedició principalment comercial. Des del golf de Sirte va arribar a l'Oasi de Kufra i l' Oasi d'Archei, després va arribar — de 4 mesos viatjant amb el rei dels Garamantes— als rius Bahr Salamat i Bahr Aouk — prop de l'actual República Centreafricana en una regió aleshores. anomenat Agisymba. Va tornar a Roma amb un rinoceront amb dues banyes, que es va mostrar al Colosseu.[7]Segons Raffael Joorde, Maternus va ser un diplomàtic que va explorar amb el rei dels garamants el territori al sud de les muntanyes del Tibesti, mentre aquest rei executava una campanya militar contra súbdits rebels o com a "razzia".[8]

### Zona del riu Níger
Tanmateix, alguns historiadors (com Susan Raven) creuen que fins i tot hi va haver una altra expedició romana a l'Àfrica central subsahariana: la de Valerius Festus, que podria haver arribat a l'Àfrica equatorial gràcies al riu Níger.
- Expedició de Festus : Plini va escriure que l'any 70 un legatus legionis, o comandant, de la Legió III Augusta, anomenat Festus, va repetir l'expedició de Balbus cap al riu Níger.[10] Festus va anar a les muntanyes Ahaggar oriental i va penetrar a les muntanyes d'Aïr fins a la plana de Gadoufaoua . Gadoufaoua (Touareg per "el lloc on els camells tenen por d'anar") és un lloc al desert del Teneré del Níger conegut pel seu extens cementiri fòssil, on s'han trobat restes de Sarcosuchus imperator, conegut popularment com a SuperCroc). Festus finalment va arribar a la zona on ara es troba Timbuctu. Alguns acadèmics, com Fage,[11] pensen que només va arribar a la regió de Ghat, al sud de Líbia, prop de la frontera amb el sud d'Algèria i Níger. Tanmateix, és possible que alguns dels seus legionaris arribessin fins al riu Níger i baixessin als boscos equatorials navegant pel riu fins a l'estuari a l'actual Nigèria. Alguna cosa semblant podria haver passat en l'exploració del Nil feta sota

## Exploracions marítimes
El rei vassall romà Juba II va organitzar un comerç amb èxit des de la zona de Volubilis. Plini el Vell, que no només va ser un autor sinó també un oficial militar, a partir dels relats de Juba II, rei de Maurtània al segle I dC, va afirmar que una expedició romana des de Mauritània va visitar les illes de l'arxipèlag de les Canàries i Madeira cap al 10 dC i va trobar grans ruïnes però sense població, només gossos (la base del nom de les Canàries).
Segons Plini el Vell, una expedició de mauretans enviada per Juba II a l'arxipèlag va visitar les illes: quan el rei Juba II va enviar un contingent per reobrir les instal·lacions de producció de colorants a Mogador (nom històric d'Essaouira, Marroc) a principis del 1r. segle dC, la força naval de Juba va ser enviada posteriorment a explorar les illes Canàries, i possiblement Madeira, utilitzant Mogador com a base.
S'han trobat altres monedes romanes a Nigèria i Níger, i també a Guinea, Togo i Ghana. No obstant això, és molt més probable que totes aquestes monedes s'introduïssin en una data molt posterior que no pas que hi hagués relacions romanes directes fins a la costa occidental. No s'ha descobert cap article únic originari inconfusiblement a l'Àfrica al sud de l'Equador al món grecoromà o a l'Aràbia contemporània, ni hi ha cap menció d'aquest article en els registres escrits: mentre que les monedes són els únics articles europeus o àrabs antics que s'han trobat a les parts centrals d'Àfrica.
Els romans tenien dos llocs avançats navals a la costa atlàntica d'Àfrica: Sala Colonia prop de l'actual Rabat i Mogador al sud del Marroc (al nord d'Agadir). L'illa de Mogador va prosperar a partir de la indústria local de tints porpra (molt estimada a la Roma imperial) des dels regnats d'August fins a Septimi Sever. August, basant-se en el descobriment d'un vaixell mercant enfonsat del sud d'Hispània a la zona de Djibouti (realitzat pel seu fill adoptiu Gaius Caesar quan va navegar cap a Adén), va voler organitzar una expedició des d'Egipte a Mogador i Sala per l'Àfrica, però sembla que mai va tenir lloc.